# Чалий Олександр Васильович
Олександр Васильович Чалий (*17 жовтня 1938) — український учений у галузі медичної та біологічної фізики. Доктор фізико-математичних наук, професор. Член-кореспондент НАПН України. Академік АН ВШ України з 1993 р.

## Біографія
Народився в м. Києві. Закінчив фізичний факультет КДУ ім. Т. Шевченка у 1961 р. (кафедра теоретичної фізики).
- 1966 р. захистив кандидатську.
- 1978 р. — докторську дисертацію.
- З 1961 р. по 1983 р. працював на фізичному факультеті КДУ.
- З 1983 р. — завідувач кафедри медичної і біологічної фізики Національного медичного університету ім. О. О. Богомольця.

## Наукова діяльність
Основне коло наукових інтересів: фізика фазових переходів, теорія самоорганізації (синергетика), теорія розсіяння електромагнітних хвиль, медична фізика, біологічна фізика, педагогіка вищої школи. Автор (співавтор) близько 40 підручників, посібників, монографій, а також понад 100 наукових статей. Серед учнів — 5 докторів та 14 кандидатів наук.
З 2001 р. — голова комісії з фізики та астрономії навчально-методичної ради середніх загальноосвітніх закладів МОН України, член експертної ради ВАК України з фізико-математичних наук (1995—2000 рр.; та з 2005 р.), член Координаційної ради з біомедикотехнічних проблем при Президентові України, кількох експертних рад, зокрема в Об'єднаному інституті ядерних досліджень (Дубна, Росія).
Професор (1985). Член-кореспондент Академії педагогічних наук України (1999). Заслужений діяч науки і техніки України (2004). Лауреат Нагороди Ярослава Мудрого АН ВШ України (1995). Соросівський професор (1996), переможець програми Фулбрайта (США, 1999).